# Ōgimachi Machiko
Ōgimachi Machiko (正親町 町子, 1675 - 1724) est une noble japonaise érudite, membre de la famille Ōgimachi proche de la cour pendant la période Edo. Elle est connue pour son journal, Matsukage no nikki, qui détaille de nombreux événements de cette période dans un style d'écriture inspiré du Dit du Genji.

## Biographie
Machiko est la fille du Grand Conseiller (dainagon) de l'empereur du Japon, Ōgimachi Sanetoyo. Elle est la sœur cadette de l' érudit shintoïste, Ōgimachi Kimmichi. Elle reçoit une excellente éducation grâce à son statut d'aristocrate privilégiée. Elle apprend les arts considérés comme essentiels pour les nobles de la cour impériale, notamment la calligraphie et la poésie waka. Sa famille dit remonter au célèbre érudit classique Sanjōnishi Sanetaka (1455-1537).[réf. nécessaire]
À l'âge de seize ans, Machiko devient la deuxième concubine de Yanagisawa Yoshiyasu, protégé du cinquième shogun Tokugawa Tsunayoshi. Elle lui donne ses quatrième et cinquième enfants. Ils vivent dans le jardin Rikugien à Tokyo dans le quartier de Komagome, jardin qu'elle appelle le jardin des six styles, et où elle écrit ses mémoires.

## Œuvre
Machiko a écrit le Matsukage nikki (Journal à l'ombre d'un pin), un document de la période 1685-1709, après que son mari s'est retiré du service du shogun. Composé de quatre kan, il est calqué sur l'Eiga monogatari et tout comme ce monogatari rend compte de la magnificence de Fujiwara no Michinaga, le journal de Machiko rend compte en détail de la gloire de Yoshiyasu durant cette période. La caractéristique de l'œuvre est son grand pouvoir d'observation. Plus de 36 manuscrits copiés à la main ont survécu jusqu'à nos jours. Une traduction anglaise est parue en 2021.
Machiko est également célèbre pour ses analyses de la poésie japonaise et chinoise et pour ses propres compositions. Certaines de ses œuvres ont été louées par l'empereur Reigen (qui règne de 1663 à 1687), lui-même considéré comme un poète habile, qui a demandé qu'elles soient placées dans les archives royales.